# Biosphärenreservat Schwarzes Meer
Das Biosphärenreservat Schwarzes Meer (ukrainisch Чорноморський біосферний заповідник/Tschornomorskij biosfernyj sapowidnyk, russisch Черноморский биосферный заповедник/Tschernomorski biosfernyj sapowednik) befindet sich an der nördlichen Küste des Schwarzen Meeres, im Westen des Rajon Hola Prystan, ca. 45 km südwestlich von der ukrainischen Stadt Cherson. Es umfasst flache Küstengewässer, die Landschaft des Mündungsdeltas des Dnepr, Marschlandschaften, Feuchtgebiete, Dünengebiete und Steppe-Landschaften. Wegen der intensiven landwirtschaftlichen Nutzung der ukrainischen Steppenlandschaft (nicht zuletzt wegen der sehr fruchtbaren Böden), hat das Biosphärenreservat eine bedeutsame Funktion in Hinblick auf den Schutz der typischen, nicht-kultivierten Landschaft in der Region des nördlichen Schwarzen Meeres.

## Geschichte
Das Biosphärenreservat wurde am 14. Juli 1927 als Einrichtung der damaligen Sowjetunion als nationaler Naturpark durch den Beschluss Nr. 174 „Über die Einrichtung von Meeres-Reservaten des Schwarzen Meeres und des Asowschen Meeres“ des Obersten Rates der UdSSR gegründet. Am 25. November 1983 wandelte die Nationale Akademie der Wissenschaften den Naturpark in ein Biosphärenreservat um, das am 13. Februar 1985 in das internationale Netzwerk von UNESCO Biosphärenreservaten aufgenommen wurde.
Das Biosphärenreservat wurde während des Russischen Überfalls auf die Ukraine im März 2022 durch Brände beschädigt.

## Fauna
Im Biosphärenreservat wurden bis heute 457 Wirbeltierarten beobachtet; darunter 80 Fischarten, 5 Amphibienarten, 9 Reptilienarten, 53 Säugetierarten und 306 Vogelarten. Die somit sehr reichhaltige Vielfalt der Vogelpopulation im Biosphärenreservat Schwarzes Meer genießt besonderen Schutz in drei im Biosphärenreservat liegenden Schutzzonen nach der Ramsar-Konvention.

## Einflussfaktor Mensch
Im Biosphärenreservat selbst gibt es keine menschlichen Siedlungen, doch leben 12.000 Menschen permanent in direkter Nachbarschaft zu den Grenzen des Reservats. Fischfang ist die einzige wirtschaftliche Aktivität innerhalb des Reservats (in den Pufferzonen), doch wird in der direkten Umgebung Viehzucht, Waldbau, Salzgewinnung und bewässerungsintensiver Feldbau betrieben. Ein Naturkundemuseum im Reservat dient der Förderung des Umweltschutzgedankens bei Schulkindern und auch der breiten Öffentlichkeit. Über die Verwaltung des Biosphärenreservats wird auch eine Umweltorganisation für Kinder koordiniert.